# Skuta, Kamniško-Savinjske Alpe
Skuta je z 2532 metri tretji najvišji vrh Kamniško-Savinjskih Alp.
Ledenik pod Skuto je eden izmed dveh slovenskih ledenikov (poleg triglavskega) in najbolj vzhodno ležeč ledenik v Alpah.

## Vzponi na vrh
- 3 h: Od Cojzove koče na Kokrskem sedlu čez Velike Pode
- 3½ h: Od Češke koče na Spodnjih Ravneh čez Mlinarsko sedlo, po grebenu Dolgega hrbta
- 3½ h: Od Češke koče na Spodnjih Ravneh čez Mlinarsko sedlo, pod grebenom Dolgega hrbta
- 6 h: Od Doma v Kamniški Bistrici čez Gamsov skret, mimo Bivaka pod Skuto
- 4 h: Od Frischaufovega doma na Okrešlju skozi Turski žleb

## Bližnje planinske postojanke
- Cojzova koča na Kokrskem sedlu (1793 m)
- Češka koča na Spodnjih Ravneh (1540 m)
- Dom v Kamniški Bistrici (601 m)
- Frischaufov dom na Okrešlju (1378 m)

## Izhodišča
- Jezersko (906 m)
- Kamnik, Kamniška Bistrica (601 m)
- Solčava, Logarska dolina (761 m)

## Galerija slik
- Pogled na Skuto iz doline Kamniške Bistrice